# Tipulomorpha
Tipulomorpha (лат.) — инфраотряд длинноусых двукрылых насекомых (Nematocera, Diptera). Около 16000 видов, включая крупных, но безвредных комаров-долгоножек.

## Описание
Включает мелких, средних и крупных двукрылых (от 2 мм до 10 см). Среди них есть и гиганты, например размах крыльев у Holorusia mikado до 11 см, один из крупнейших в мире представителей мух и комаров. Из-за размеров и примитивного строения тела и крыльев эти насекомые — посредственные летуны, отличающиеся медленным полетом. Тело стройное и удлиненное, с очень длинными тонкими ногами, легко поддающимися аутотомии, хорошо развитыми крыльями. Личинки Tipulomorpha развиваются в водоёмах, почве, разлагающихся растительных остатках. Имаго питаются растительными соками (кровь не пьют). Среди личинок встречаются фитофаги, сапрофаги, мицетофаги и хищники. Взрослые стадии комаров безвредны для человека, но личинки некоторых видов является вредителями сельскохозяйственных культур (вредная долгоножка). В ископаемом состоянии известны начиная с триасового периода.

## Систематика
Это одна из крупнейших систематических группировок всего отряда двукрылых. Около 16000 видов. Большинство представителей принадлежит двум семействам: комары-долгоножки (Tipulidae, около 4400) и болотницы (Limoniidae, около 10000). В большинстве исследований группа рассматривается как одна из предполагаемых филогенетических корневых ветвей, сестринская почти ко всем остальным длинноусым двукрылым. Положение Trichoceridae остаётся дискуссионным и его некоторые авторы включают в Psychodomorpha.
- Надсемейство Tipuloidea Latreille, 1802
  - Cylindrotomidae Kertész, 1902
  - Limoniidae Speiser, 1909
  - Pediciidae Osten-Sacken, 1860
  - Tipulidae Latreill, 1802
- ?Надсемейство Trichoceroidea (или в Psychodomorpha)
  - Trichoceridae Kertész, 1902
- Incertae sedis
  - † Eopolyneuridae Rohdendorf, 1962
  - † Psychotipidae Shcherbakov, 1995
  - † Tipulodictyidae Rohdendorf, 1962
  - † Vladipteridae Shcherbakov, 1995
  - † Xutipula
  - † Paltostomopsis

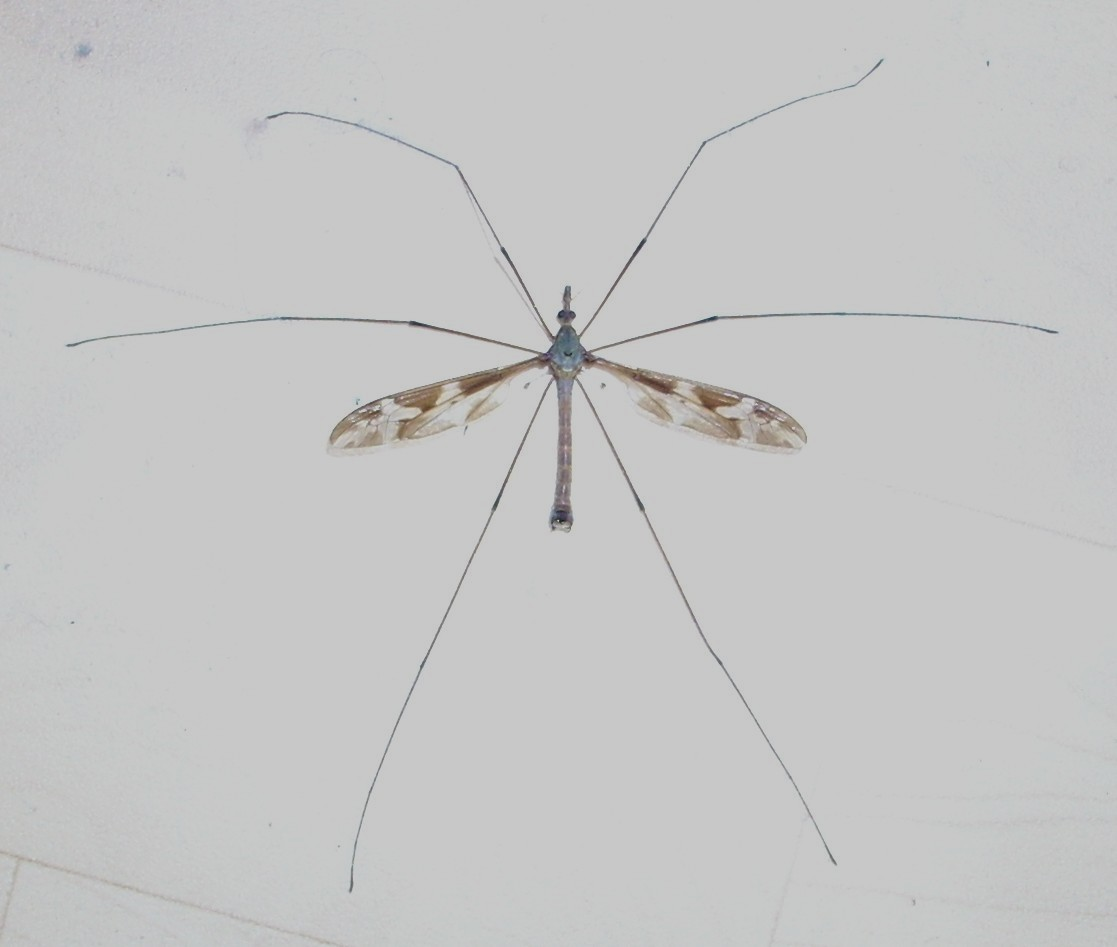
Комары-долгоножки (Tipulidae), 4400 видов
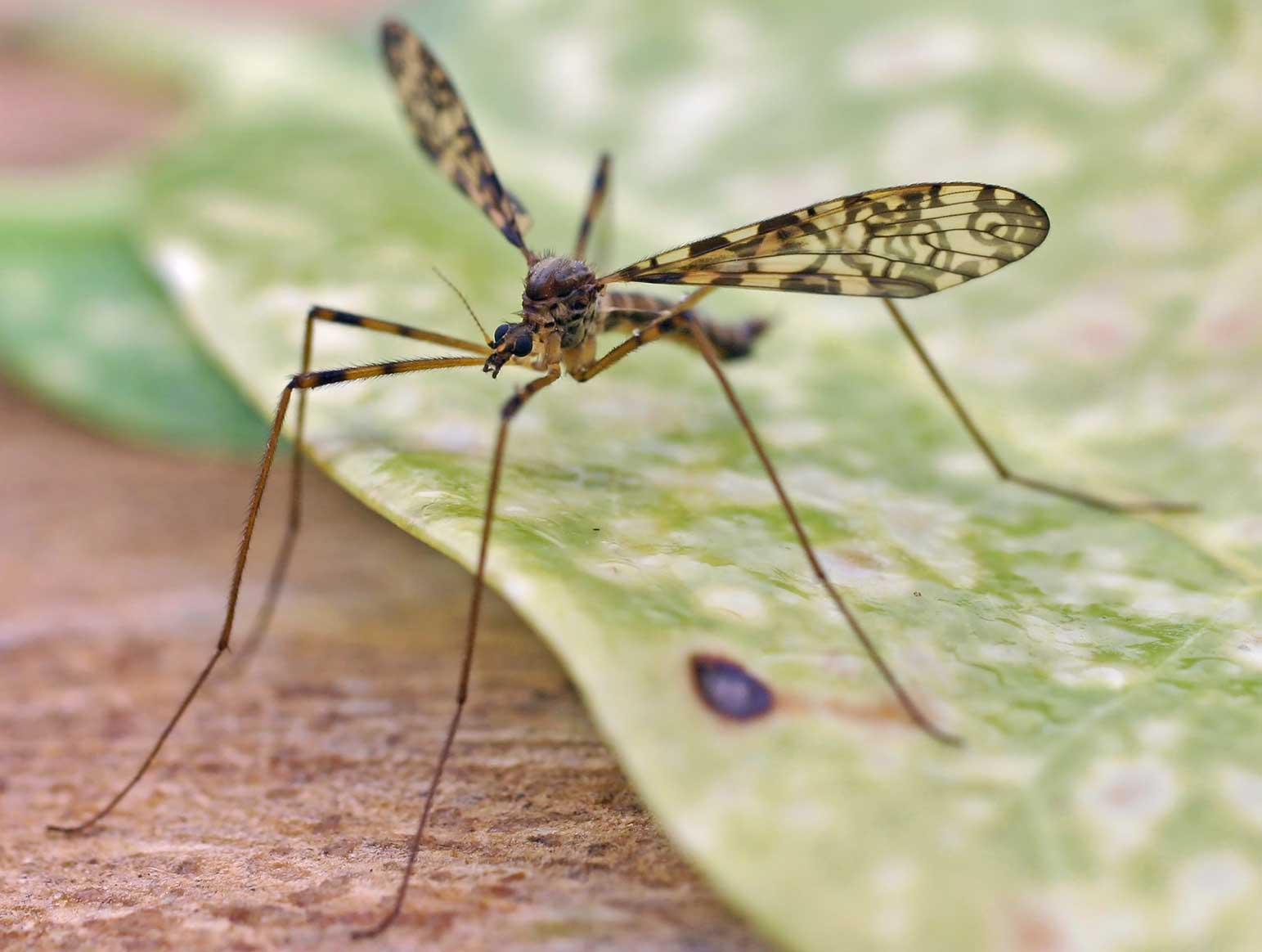
Болотницы (Limoniidae, 10000 видов)
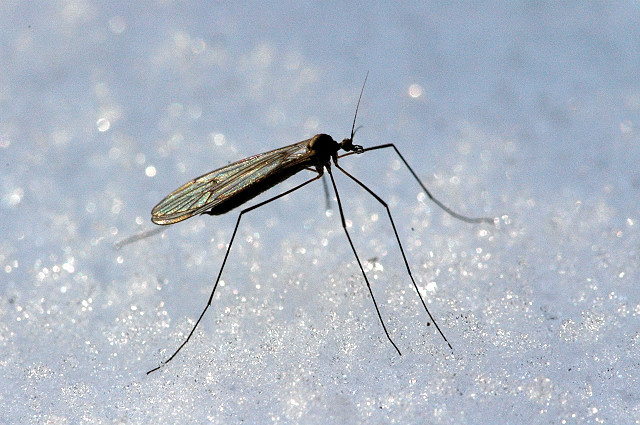
Зимние комары (Trichoceridae), 200 видов

Структура и таксономический уровень входящих групп изменялись у разных авторов. В научной литературе эти группы часто рассматриваются как единое семейство Tipulidae (sensu lato), но в последнее время специалисты выделяют его подсемейства до уровня семейства — Cylindrotomidae, Limoniidae, Pediciidae и Tipulidae sensu stricto (Young 2008). Однако анализ данных молекулярного анализа позволяет предположить, что Limoniidae является пара- и полифилетическим и, возможно, должно быть сохранено в Tipulidae (Petersen et al. 2010).
| Alexander and Alexander, 1970 | Oosterbrock, 2017 | Gelhaus, 2009 |
| --- | --- | --- |
| Семейство Tipuliidae Подсемейство Tipulinae Подсемейство Cylindrotominae Подсемейство Limoniinae Триба Limoniini Триба Hexatomini Триба Eriopterini Триба Pediciini | Надсемейство Tipuloidea Семейство Tipulidae Подсемейство Ctenophorinae Подсемейство Dolichopezinae Подсемейство Tipulinae Семейство Cylindrotomidae Подсемейство Cylindrotominae Подсемейство Stibadocerinae Семейство Limoniidae Подсемейство Limoniinae Подсемейство Dactylolabinae Подсемейство Limnophilinae Подсемейство Chioneinae Семейство Pediciidae Подсемейство Pediciinae Подсемейство Uliinae | Семейство Tipulidae Подсемейство Tipulinae Подсемейство Cylindrotominae Подсемейство Limoniinae Триба Limoniini Триба Limnophilini Триба Chioneini Триба Pediciini |